# Вандальська мова
Вандальська мова – мертва мова, якою розмовляли вандали. Належить до східногерманської групи мов (індоєвропейська родина) 
Вандальська (як і бургундська) – відома лише у власних назвах, зафіксованих у історичних хроніках.